# Криминалистика
Криминали́стика (от лат. criminalis — преступный, относящийся к преступлению) — прикладная юридическая наука, исследующая закономерности приготовления, совершения и раскрытия преступлений, возникновения и существования его следов, собирания, исследования, оценки и использования доказательств, а также разрабатывающая систему основанных на познании этих закономерностей специальных приёмов, методов и средств применяемых в ходе предварительного расследования для предупреждения, раскрытия и расследования преступлений, а также при рассмотрении уголовных дел в судах.

## Задачи криминалистики
Целью криминалистики является полное и своевременное технико-криминалистическое обеспечение и сопровождение раскрытия и расследования преступлений.
Эта цель реализуется на основе всестороннего использования достижений современной науки и техники. Криминалистика обеспечивает деятельность органов дознания, предварительного следствия, суда и сопровождает процесс криминалистической экспертизы научно продуманными средствами, приёмами и методами борьбы с преступностью.
Исходя из этого, можно выделить следующие частные задачи криминалистики:
1. Выявление и исследование объективных закономерностей и явлений в практике совершения преступлений и деятельности по их расследованию.
2. Разработка и совершенствование методов и средств практической деятельности по раскрытию, расследованию и предотвращению преступлений.
3. Разработка организационных, тактических и методических основ предварительного расследования.
4. Разработка криминалистических средств и методов борьбы с преступностью.

### Функции криминалистики
1. методологическая — обеспечивает правильное понимание предмета и содержания криминалистической науки, её роли в процессе познания и практической деятельности; позволяет установить верное соотношение науки и практики;
2. объяснительная — заключается в раскрытии сущности предмета познания, его сторон и элементов, то есть в научном отражении предмета криминалистической науки;
3. синтезирующая — отражение общих процессов интеграции научного знания — состоит в упорядочении накопленного эмпирического материала путём его синтеза, выявляющего внутренние единства полученных сведений (систематизация и обобщение этого материала как предпосылка синтеза);
4. предсказательная — основа для теории криминалистического прогнозирования, одна из форм практического приложения данных криминалистической науки в практике борьбы с преступностью.
5. международный обмен опытом по раскрытию преступлений.

## Система криминалистики
Учёные традиционно выделяют четыре составляющих криминалистики: общую теорию, криминалистическую технику, криминалистическую тактику и криминалистическую методику. Однако, есть позиции некоторых ученых, которые в самостоятельный раздел выделяют организацию расследования преступлений.

### Общая теория криминалистики
Общая теория криминалистики — это система её мировоззренческих принципов, теоретических концепций, категорий, понятий, методов, определений и терминов, отражающих в своей совокупности весь предмет криминалистики. Общая теория является методологической основой криминалистики. В общую теорию входят научный аппарат криминалистики, систематика криминалистики и частные теории (учения).
Язык науки — это базовые определения и категории, определяющие терминологический аппарат криминалистики, в том числе система наиболее важных понятий — криминалистических категорий. Систематика включает принципы организации накопленных знаний и принятые классификации различных криминалистически значимых объектов (например, следов, видов почерка, тактических приёмов, следственных ситуаций)
Под частными теориями понимаются научные положения, касающиеся одной из сторон предмета криминалистики и являющиеся базой для разработки конкретных средств и методик расследования преступлений. В результате обобщением частных теорий создаётся охватывающая их общая теория, и наоборот, из общей теории выводятся новые частные теории. Примерами частных криминалистических теорий являются учения о криминалистической идентификации и диагностике, о механизме следообразования, способе преступления, криминалистической характеристике, версиях и планировании расследования и др., а также учение о методах криминалистических научных исследований и их соотношение с методами практической деятельности. Этот перечень постоянно пополняется, поскольку развитие науки приводит к возникновению новых частных теорий.

### Криминалистическая техника
Криминалистическая техника — раздел криминалистики, который представляет собой систему научных положений и основанных на них средств и методов, предназначенных для собирания и исследования доказательств в процессе судопроизводства по уголовным (а также гражданским) делам, иных мер раскрытия и предупреждения преступлений. Некоторые авторы (например, М. С. Строгович) сводят криминалистику к криминалистической технике.
Криминалистическая техника объединяет различные способы применения естественнонаучных и технических знаний в ходе расследования преступлений. Например, для криминалистического исследования документов, обнаружения невидимых человеческому глазу веществ на одежде исследуемый объект может подвергаться исследованию в инфракрасных или ультрафиолетовых лучах. Для получения данных о составе и структуре объекта, распределении элементов по его поверхности применяется спектральный люминесцентный анализ. Распространённым методом криминалистического изучения жидкостей и газов является хроматография.
Самостоятельной отраслью криминалистической техники является криминалистическая фотография — совокупность методов использования фотосъёмки для целей криминалистики. Методы криминалистической фотографии в самом общем виде могут быть классифицированы на запечатлевающие и исследующие. Первые преследуют цель фиксации видимых доказательств: например, фотография места преступления. Вторые методы включают фотографирование с использованием специальных техник, например, невидимых лучей или контрастной фотосъёмки. Тем же целям служит криминалистическая видеозапись.
Трасология — отрасль криминалистики, занимающаяся исследованием следов, в том числе идентификацией человека, орудия или транспортного средства по оставленным следам. Её подотраслью является дактилоскопия — методика идентификации человека по отпечаткам пальцев.
Криминалистическое исследование документов подразделяется на почерковедение — изучение особенностей почерка — и автороведение — идентификацию автора анонимного текста посредством изучения письменной речи. Почерковедение может дополнять автороведение, если анализируется анонимный текст, написанный от руки.
Ещё одной отраслью является криминалистическое исследование оружия и боеприпасов (ранее оно рассматривалось как составная часть трасологии). Её подотраслью является судебная баллистика, изучающая огнестрельное оружие. Целями баллистики являются определение свойств исследуемого оружия, идентификации оружия и боеприпасов по следам выстрела и установление обстоятельств его применения (например, траектории выстрела).
Криминалистическое исследование внешности человека называется габитоскопией. Габитоскопия использует наработки анатомии и антропологии. Сферами применения габитоскопии являются составление словесного портрета, портретная идентификация (в том числе опознание трупа).

### Криминалистические вопросы организации раскрытия и расследования преступлений
Относительно новый раздел криминалистики, в который вошли вопросы, не относящиеся непосредственно ни к одному из традиционных разделов, — такие как криминалистические версии и планирование расследования, взаимодействие следователя с сотрудниками ОВД и т. д.
Подразделом данного раздела является система методов накопления и обработки справочной криминалистической информации, которую называют криминалистической регистрацией. Существуют различные криминалистические учёты: находящихся в розыске преступников, неопознанных трупов, похищенного антиквариата, дактилоскопические картотеки, изъятые с мест происшествия пули и др.

### Криминалистическая тактика
Криминалистическая тактика — четвёртый раздел криминалистики, который представляет собой систему научных положений и разработанных на их основе рекомендаций, а также тактических приёмов и комбинаций, направленных на обеспечение оптимальных условий деятельности субъектов расследования и судебного рассмотрения уголовных дел в типичных ситуациях организации и производства процессуальных действий. К криминалистической тактике относят как приёмы проведения следственных действий, так и общие рекомендации по ведению расследования и судебного следствия.
Криминалистическая тактика имеет свою систему, в которой выделяют две части: общие положения криминалистической тактики и тактику отдельных процессуальных действий.
Общие положения криминалистической тактики включают определение предмета, задач, системы криминалистической тактики и её источников, связь с другими разделами криминалистики и иными науками, сущности и видов тактических приёмов, тактических комбинаций. Тактика отдельных процессуальных действий включает в себя систему тактических приёмов, направленных на обеспечение оптимальной деятельности субъектов расследования и судебного рассмотрения уголовных дел по получению доказательственной информации в типичных ситуациях организации и производства отдельных процессуальных (в первую очередь следственных и судебных) действий.
В настоящий момент криминалистами разработаны тактические основы производства таких процессуальных действий как осмотр места происшествия, следственный эксперимент, обыск, выемка, допрос, очная ставка, предъявление для опознания, проверка показаний на месте, контроль и запись переговоров, задержание подозреваемого, назначение судебной экспертизы.

### Криминалистическая методика
Пятый раздел криминалистики изучает закономерности исследования события преступления применительно к конкретным видам преступлений. Этот раздел состоит из двух подразделов: общая часть и особенная часть, состоящая из методик расследовании конкретных видов преступлений (методика расследования убийств, методика расследования краж, методика расследования взяточничества и тд). Методикой расследования отдельных видов преступлений рассматриваются вопросы: криминалистической характеристики преступления, типологии следственных ситуаций, типологии версий, особенности проведения отдельных следственных действий и оперативно-разыскных мероприятий в ходе расследования преступлений той или иной категории, устранения условий способствовавших совершению преступления.
Основной критерий классификации частных криминалистических методик — по уголовно-правовой норме, выделяющей отдельные виды преступлений. По этому критерию выделяются методики расследования конкретных видов и групп (преступления против личности, преступления против собственности и др.) преступлений. Кроме этого могут выделяться методики расследования различных видов преступлений, объединённых по какому-либо общему или существенному признаку. Например, из-за особенности личности обвиняемых (подозреваемых) отдельно разрабатываются методики расследования преступлений, совершённых несовершеннолетними или организованными преступными сообществами.

## История криминалистики

### Зарождение
Зачатки криминалистики в современном понимании этого термина появились весьма давно. Хотя моментом рождения криминалистики как науки считается конец XIX века, примеры расследования преступлений с применением существовавших на тот момент научных знаний (в первую очередь, медицинских) известны со времён античности. О способах определения того, какая рана на теле является смертельной, писал Гиппократ. После убийства Цезаря его тело осмотрел врач, который установил, что из двадцати трёх ран смертельной была только одна. В XIII веке в Болонском университете судебная медицина была официально признана в качестве специальности. В XVI веке получил известность как специалист по судебной медицине французский хирург Амбруаз Паре. В 1248 году в Китае было написано руководство для следователей с описанием методики установления факта насильственной смерти от удушения или утопления, в 1302 году в Болонье врач Бартоломео да Вариньяна произвел первое в Европе вскрытие трупа в интересах суда, а в 1595 году в Париже производилась почерковедческая экспертиза документов по уголовным делам.
В период Промышленной революции были совершены открытия, позволившие добиться существенного прогресса в расследовании преступлений. Иоганн Риттер в 1804 году обнаружил ультрафиолетовые лучи. С конца XIX века велись исследования, приведшие к созданию спектрофотометра. Ряд открытий принадлежит немецкому химику Роберту Бунзену, который разработал способы определять химический состав веществ и отделять друг от друга составляющие смесей. В 1840 году Матьё Орфила впервые изобличил отравителя по данным химического анализа содержимого желудка отравленного (дело Мари Лафарж), а в 1854 году впервые подчистки в документе были обнаружены с помощью фотографии.
В 1838 году во Франкфурте-на-Майне Людвиг фон Ягеманн издал первое руководство по сбору вещественных доказательств и криминалистической тактике. 
В 1880-х французский полицейский чиновник Альфонс Бертильон придумал антропологический метод регистрации преступников, основанный на измерении тела человека по 11 параметрам (он стал известен как «бертильонаж»). Прорывом стало открытие дактилоскопии. С 1858 года колониальный служащий Уильям Гершель заставлял индусов удостоверять свою подпись отпечатком пальца, заметив, что у каждого индуса отпечаток индивидуален. В 1880 году аналогичный эффект описал в статье в Nature шотландский врач Генри Фулдс. Ещё через несколько лет Фрэнсис Гальтон и Хуан Вучетич предложили классификацию отпечатков пальцев, а благодаря последнему в 1891 году регистрация отпечатков пальцев была введена в полиции Буэнос-Айреса. В первые годы XX века дактилоскопия как метод регистрации преступников была введена в полицейских участках Великобритании, России и других стран и вытеснила бертильонаж. В 1889 году Евгений Буринский создал в Санкт-Петербурге первую в мире судебно-фотографическую лабораторию, он эффективно использовал судебную фотографию для исследования документов.
Австро-венгерский судебный следователь Ганс Гросс разработал систему рекомендаций по расследованию преступлений, которая легла в основу фундаментальной работы «Руководство для судебных следователей, чинов жандармерии и полиции», опубликованной в 1893 году. Именно он впервые использовал термин «криминалистика».
Первая полицейская криминалистическая лаборатория была открыта в Париже в 1910 году под руководством Эдмона Локара, принципом которого было «Нет контакта без следа».

### История развития криминалистики в России

#### Период доОктябрьской революции(первая половинаXIX века—1917 год)
Дореволюционный период развития криминалистики в России был периодом, когда криминалистические знания не были систематизированы, в целом исследования в области криминалистики сводились к попыткам дать рекомендации для эффективного ведения судебного следствия. В частности были изданы «Основания уголовного судопроизводства с применением к российскому уголовному судопроизводству» Я. Баршева (1841), «Правила и формы о производстве следствий составленные по Своду законов» Е. Колоколова (1850) и др. Серьёзное влияние на развитие дореволюционной криминалистики оказала работы юриста А. Ф. Кони, руководившим расследованием многих уголовных дел. Значительное место в развитии криминалистики принадлежит книге австрийского учёного и практика Ганса Гросса «Руководства для судебных следователей» (третье издание — «Руководство для судебных следователей как система криминалистики»). Работа Гросса включает Общую и Особенную части. В Общей части рассматриваются вопросы о самом судебном следователе, его задачах, правилах поведения, о допросах, о производстве осмотра, о том, какие действия следует предпринять при подготовке к выезду на место происшествия. В Особенной части содержатся рекомендации о вспомогательных для судебного следователя средствах (сведущие лица, ежедневная печать), о необходимых познаниях (как преступники могут изменять наружность, симулировать болезни, об их тайных знаках, воровском жаргоне…), некоторые искусственные приёмы, которыми следователь может пользоваться при работе со следами, на месте происшествия, при чтении шифрованных писем. Отдельный раздел посвящён некоторым преступлениям в особенности (телесные повреждения, кража, мошенничество, поджог, несчастные случаи на железных дорогах, заводах и т. п.).
При написании своего труда Гросс часто обращался к примерам из реальной практики, вследствие чего «Руководство…» стало простым, понятным и легко читаемым. Эта работа оказалась настолько популярной среди криминалистов, что до сих пор переиздаётся с некоторыми дополнениями, обусловленными современным состоянием криминалистической науки. Самого Ганса Гросса иногда называют «творцом криминалистики».
Переводились на русский язык и труды других авторов, «Научная техника расследования преступлений» А. Рейса (1912) и «Уголовная тактика. Руководство к расследованию преступлений» Вейнгарта (1912). В целом же криминалистика в Российской империи развивалась слабо, криминалистические знания носили фрагментарный характер, большинство из них было заимствовано из зарубежных исследований. Оригинальными можно назвать упомянутый труд Буринского и брошюру Б. Л. Бразоля «Очерки по следственной части. История. Практика» (1916).

#### Период формирования новой науки (1917—1941)
Первые годы советской власти, НЭП, 30-е годы это время стало периодом формирования новой науки — отечественной криминалистики. В это время криминалистика получила возможность развиваться, служить оружием в борьбе с преступностью. Уже в начале 20-х годов были созданы такие значительные труды по к. как «Криминалистика. Руководство по уголовной технике и тактике» И. Н. Якимова (1925, переиздана в 2003), «Методика расследования преступлений. Руководство для органов милиции и уголовного розыска» В. И. Громова (1929); «Криминалистика. Расследование отдельных видов преступлений» С. А. Голунского, Б. М. Шавера. Выходит в свет первый отечественный учебник для ВУЗов Криминалистика под ред. А. Я. Вышинского (Кн.1 «Техника и тактика расследования преступлений» (1935); Кн.2 «Методика расследования отдельных видов преступлений» (1936)). Издаётся переводная литература, например, «Руководство по криминалистике» Э. Локара (1941). Этот период отечественной к. был отмечен деятельностью таких крупных учёных как И. Н. Якимов, В. И. Громов, С. М. Потапов, П. И. Тарасов-Родионов, Л. Р. Шейнин. В этот период в отечественной криминалистике торжествует двучленная система науки (деление на общую и особенную части).

#### Послевоенный период (1945—1960)
После Великой Отечественной войны советская криминалистика несмотря на разруху послевоенных лет, была ознаменована появлением ряда новых учебников, содержащих как практические рекомендации, так и теоретические положения, среди них: 2-е, 3-е и 4-е издание учебника «Криминалистика» Б. М. Шавера и А. И. Винберга для средних юридических школ; учебник «Криминалистика» в 2-х частях (1-я часть под ред. А.И Винберга и С. П. Митричев (1950); 2-я часть под ред. С. П. Митричева и П. И. Тарасова-Родионова (1952)); учебник «Криминалистика» для ВУЗов под ред. Голунского (1959). Кроме того создаётся ряд справочных пособий, среди которых: «Настольная книга следователя» под общ. ред. Г. Н. Сафонова (1949); Издаётся переводная литература, например, «Раскрытие преступлений» А. Свенсон, О. Вендель (1957). В этот период оформляется трёхчленная система криминалистики, формируются частные криминалистические теории. Создаются объективные предпосылки для выделения четвёртого элемента системы отечественной криминалистики.

#### Период последовательного строительства социалистической криминалистики (1960—1990)
В этот период создаётся четвёртый раздел криминалистики — общая теория криминалистики. Активная разработка общих проблем криминалистики приводит к упорядочению структуры отечественной криминалистики, приданию криминалистическим знаниям системности. Создаётся целый ряд трудов посвящённых как общим проблемам теории криминалистики, так и теоретическим проблемам отдельных её разделов.

#### Современный период развития российской криминалистики (с 1991 года по настоящее время)
В настоящее время в области криминалистической техники на базе широкого использования достижений естественных и технических наук, творческого приспособления их для целей судопроизводства активно протекают процессы дифференциации и специализации средств исследования, что выражается в создании новой аппаратуры и инструментов, приспособленных для решения задач всех родов и видов криминалистической экспертизы, а внутри видов — для исследования отдельных категорий объектов. В орбиту судебного исследования включены новые объекты, доказательственные свойства которые ранее были недоступны для следствия и суда.
Криминалистическая тактика в настоящее время переживает новый этап подъёма и развития, вызванный необходимостью дальнейшего совершенствования методов расследования. Появилась потребность в теоретическом обосновании некоторых тактических рекомендаций, формировании тактических комбинаций и тактических операций, разрабатываются научные, правовые и нравственные основы следственной тактики, ждут своего решения проблемы тактики судебного следствия.
Современная методика расследования преступлений развивается и обогащается за счёт изучения криминалистических особенностей различных видов преступной деятельности, способов совершения преступлений, формирования типовых моделей преступной деятельности, типичных следственных ситуаций и типовых версий, обобщения опыта расследования конкретных видов преступлений. Активно формируются научные основы этого раздела криминалистики, разрабатываются методики расследования преступлений, совершаемых организованными группами и сообществами.